# Брэм, Джон
Джон Брэм (англ. John Braham; 1774[…], Лондон — 17 февраля 1856, Лондон) — британский композитор и певец (тенор).

## Биография
Еврейский мальчик-сирота, Брэм пел в хоре лондонской синагоги и был замечен Майклом Леони — кантором синагоги и одновременно оперным певцом.
Ещё в 1787 году Брэм дважды исполнял вокальные номера в программах театра Ковент Гарден, где выступал Леони. Затем, по-видимому, Брэм некоторое время учился пению и вновь появился на сцене, уже после мутации голоса, в 1794 году в театральных спектаклях на курорте в Бате. Здесь Брэма заметили композитор Стивен Сторас и его сестра певица Анна Сторас, пригласившие его петь в лондонских постановках опер Стораса, где Брэм имел большой успех. Закрепляя этот успех, Брэм вместе с Анной Сторас предпринял в 1797—1801 годах европейское турне, в ходе которого выступал в Париже перед Наполеоном.
В конце XIX — начале XX века на страницах Энциклопедического словаря Брокгауза и Ефрона о Брэме были написаны следующие строки: «…прославился гибким голосом, обнимавшим с лишком две с половиною октавы. Переходы от низких нот к высоким у него всегда были чисты и ясны, и трудно было в его пении различить природный голос от фистулы… Никто так великолепно не исполнял музыки Генделя, как Б. Он нередко получал 50—60 тыс. фр. в сезон. Б. имел также успех как композитор. Его оперы полны прекрасных арий».
Принял христианство.
Среди его наиболее известных опер можно назвать: «The Cabinet», «The English Fleet», «Thirty Thousand», «Family Quarrels», «Out of place», «The Paragraph», «Kaes or Love in a Desert», «Americans», «The Devil’s Bridge», «False Alarms», «Zuma», «Navensky» и др.
Одной из его учениц была Аделаида Кембл.